# Joakim Järrebring
Lars Joakim Järrebring, född 17 augusti 1976 i Kristine församling i Kopparbergs län, är en svensk politiker (socialdemokrat). Han är ordinarie riksdagsledamot sedan 2018, invald för Västra Götalands läns västra valkrets. Järrebring var 2012–2018 kommunalråd i Alingsås kommun; under åren 2015–2016 tjänstgjorde han som kommunstyrelsens ordförande.[källa behövs]

## Biografi
Järrebring är utbildad gymnasieekonom. Åren 1997–2005 arbetade han på Fixfabriken i Majorna i Göteborg. Han har en bakgrund som fackligt aktiv inom IF Metall och blev 1999 Sveriges då yngsta klubbordförande. Under åren 2003–2004 var han arbetstagarrepresentant i Assa Abloys koncernstyrelse. 
Järrebring började 2005 som regionombudsman för fackförbundet SKTF, idag Vision, med organisation- och ledarskapsutveckling. Han är tjänstledig från den tjänsten sedan 2012. Han var 2013–2015 ordförande för Sambruk, en förening för kommunal verksamhetsutveckling.
Under mandatperioden 2015–2018 var han ersättare i Digitaliseringsberedningen på Sveriges Kommuner och Landsting.[källa behövs]
Han fick sitt första politiska uppdrag inom Socialdemokraterna 1998 och har bland annat varit ordförande för SSU i Göteborg.
Järrbring är riksdagsledamot sedan valet 2018. I riksdagen är han ledamot i miljö- och jordbruksutskottet sedan 2022 och suppleant i trafikutskottet. Järrebring var ledamot i civilutskottet 2018–2022.